# Ingeborg-Bachmann-Gymnasium

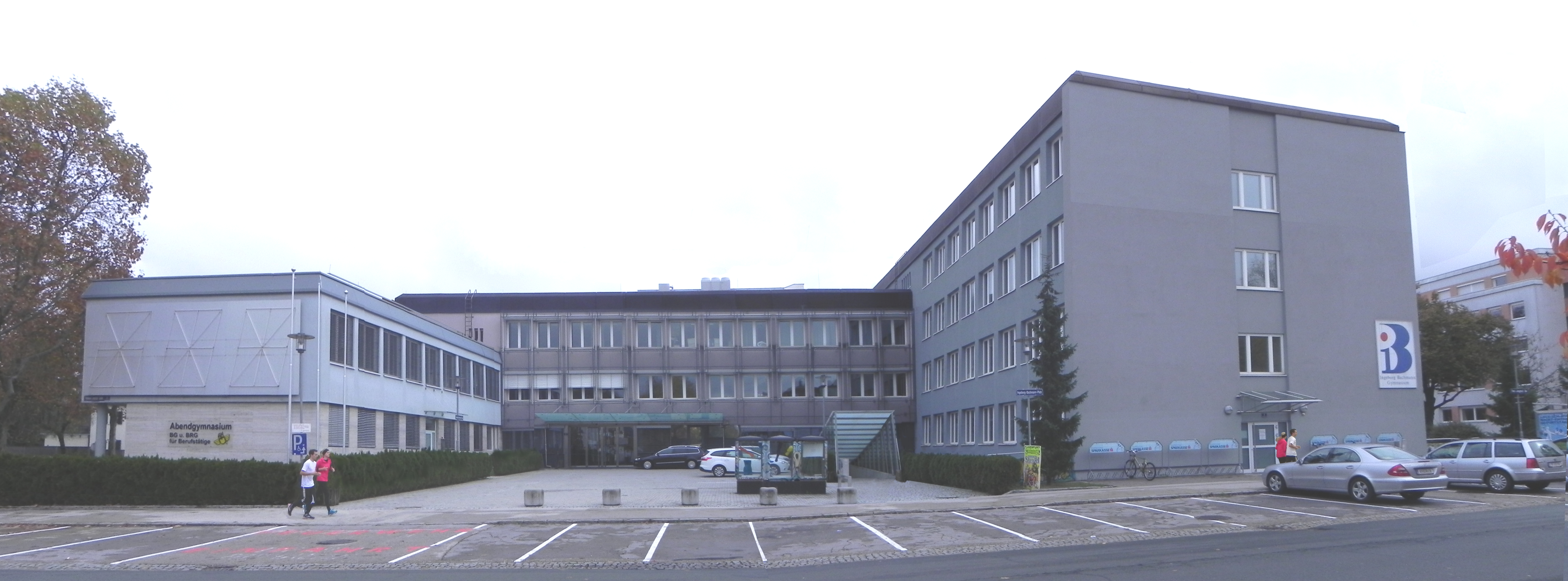
Das Ingeborg Bachmann Gymnasium in der Panorama-Ansicht

Das Ingeborg-Bachmann-Gymnasium (Bundesgymnasium und Bundesrealgymnasium Ingeborg Bachmann) ist eine Allgemeinbildende Höhere Schule in der Kärntner Landeshauptstadt Klagenfurt. Die Schule wurde zu Ehren der österreichischen Schriftstellerin Ingeborg Bachmann benannt. Ein Schwerpunkt dieser Schule ist daher die Deutsche Sprache. Zum Schulprofil gehören außerdem die partnerschaftliche Zusammenarbeit von Lehrern, Schülern und Eltern („Miteinander Lernen“) sowie das Thema Gesundheit.
Das Gymnasium entstand aus dem ehemaligen Ferdinand-Jergitsch-Gymnasium, das ursprünglich nur Mädchen besuchen durften. Seit einigen Jahren gilt auch an dieser Schule die Koedukation.

## Schultypen
Für die Schüler der ersten und zweiten Klassen gilt derselbe Lehrplan. Die Schulfächer Deutsch, Mathematik und Englisch finden jeweils vier Stunden pro Woche statt. Das Schulfach Informatik (Einführung in Office-Software, Internet und Hardware) wird als "verbindliche Übung" für alle Schüler der ersten Klassen abgehalten. Das Schulfach Geschichte gibt es ab der zweiten Klasse, das Schulfach Physik ab der dritten und das Schulfach Chemie ab der vierten Klasse. Eine Besonderheit dieser Schule ist der Schwerpunkt "Miteinander lernen", bei dem die Schüler gezielt zu einer Art von  "Miteinander" hingeführt werden sollen. In den ersten Klassen lernt man spielerisch eine Stunde pro Woche mit dem Klassenvorstand das Umgehen mit anderen Schülern.
In der zweiten Klasse muss die Entscheidung über jenen Schultyp, den man in der dritten und vierten Klasse besuchen möchte, getroffen werden. Zur Auswahl stehen einerseits das Realgymnasium oder als Alternative dazu der Unterricht in den Sprachen Latein, Italienisch oder Französisch. Im Realgymnasium werden pro Woche vier Stunden im Schulfach Mathematik abgehalten. Beim alternativen Schwerpunkt mit dem Fokus auf Sprachen sind es nur drei Stunden. Die Zahl der Englischstunden liegt hingegen im Realgymnasium bei drei pro Woche. Im Sprachzweig des Gymnasiums sind es  vier. Im Realgymnasium haben die Schüler der vierten Klasse neben dem Schulfächern Mathematik und Geometrisch Zeichnen auch Unterricht in einem Labor, um Kenntnisse im Bereich der Naturwissenschaften erlangen zu können. Dieses steht jeweils ein Semester pro Schuljahr jede zweite Woche (je nach Semester sind es die Schulfächer Physik, Chemie oder Biologie) am Stundenplan. In der Oberstufe (ab der fünften Klasse) muss bei beiden Schultypen eine weitere der oben genannten Fremdsprachen gewählt werden. Im klassischen Gymnasium muss spätestens dann das Schulfach Latein gewählt werden. Im Realgymnasium gibt es in der Oberstufe bei den naturwissenschaftlichen Fächern Biologie, Physik und Chemie eine höhere Anzahl an durch die Schüler zu absolvierenden Wochenstunden im Vergleich zum sogenannten klassischen Zweig des Gymnasiums. Ab der siebenten Klasse sind im Realgymnasium zudem Schularbeiten in Biologie und Physik zu absolvieren. Das Ingeborg-Bachmann-Gymnasium bietet als einzige AHS Kärntens auch einen wirtschaftskundlichen Zweig an, der von den Schülern ab der dritten Klasse gewählt werden kann. Dieser ist grundsätzlich auf dem Lehrplan des realistischen Zweiges aufgebaut. Jedoch wird in diesem Zweig verstärkt der Fokus auf die Schulfächer Geografie, Mathematik usw. gesetzt. Außerdem werden ab der sechsten Klasse sogenannte Juniorfirmen gegründet, die ihre Produkte bei Schulveranstaltungen verkaufen.

## Nachmittagsbetreuung
Seit dem Schuljahr 1990/91 gibt es am Bachmann-Gymnasium eine Nachmittagsbetreuung. Die Anzahl jener Schüler, die dieses Angebot wahrnehmen, liegt im Verhältnis zu anderen AHS in Kärnten weit über dem Durchschnitt. Die Betreuung der Schüler erfolgt durch Professoren des Gymnasiums, die auch ständig den Kontakt zu den Klassenlehrern pflegen, um ganz gezielt auf die Bedürfnisse der Schüler eingehen können. Es wird Hilfe für die Schulfächer Deutsch, Englisch, Mathematik, Französisch, Italienisch, Latein (Unterstufe) angeboten.

## Sonstiges
Als erste Schule Österreichs wurde am Ingeborg-Bachmann-Gymnasium eine Schulmediation eingeführt. Außerdem wird auch der Unternehmerführerschein mit den Modulen „A“, „B“, „C“ und „UP“, angeboten.
Jährlich findet auch der Junior-Bachmann-Literatur-Wettbewerb statt, der von  Professoren des IBG organisiert wird, und an vielen Schulen im deutschen Sprachraum sehr beliebt ist. Zudem besteht für die Schüler die Möglichkeit, durch frei wählbare Kurse Sprachzertifikate wie das Cambridge First Certificate in English oder das DELF zu erwerben.

## Leitung
- 1992–2012: Werner Glas
- 2012–2013: Reinhard Molnar[5]
- seit 2013: Markus Krainz[6]

## Absolventen
- Eva-Maria Frank (* 1988), Schauspielerin (Matura 2006)
- Karl-Heinz Grasser (* 1969), ehemaliger Finanzminister (Matura 1987)
- Ursula Plassnik (* 1956), ehemalige Außenministerin
- Markus Ragger (* 1988), Schachgroßmeister
- Helene Striednig, Botschafterin in Nanjing (China)